# استان نوبل
استان نوبل (به اسپانیایی: Provincia de Ñuble) یکی از چهار استان منطقه بیو بیو شیلی است. مرکز استان شهر چیلان است.